# Mask Singer
Mask Singer – polski telewizyjny program rozrywkowy typu celebrity talent show oparty na formacie The Masked Singer (powstałym na bazie południowokoreańskiego programu King of Mask Singer) nadawany w 2022 roku na antenie telewizji TVN.
Producentem programu został polski oddział przedsiębiorstwa Fremantle.

## Charakterystyka programu
Udział w programie bierze 12 osób znanych ze świata show businessu, których tożsamość nie jest ujawniana. W tym celu uczestnicy występują w przebraniach utrudniających ich rozpoznanie. Występy ogląda czworo „detektywów” (zasiadających za panelem na kształt stołu jurorskiego), których zadaniem jest ustalenie, kto znajduje się pod przebraniem, w czym pomagają im wskazówki umieszczane m.in. w materiałach filmowych prezentowanych przed występami oraz niekiedy przedmioty przynoszone do studia po występie.
Uczestnik, który uzyska najsłabszy rezultat w głosowaniach publiczności i „detektywów” odpada z gry i zdejmuje maskę, ujawniając tym samym swoją tożsamość. Program wygrywa osoba, która zachowa anonimowość do samego końca edycji. Nagrodą dla zwycięzcy jest statuetka Złotej Maski.

## Zasady eliminacji
W początkowej fazie gry (odcinki 1–6) uczestnicy podzieleni są na dwie grupy. Uczestnicy grupy pierwszej występują w odcinkach nr 1, 3 i 5, a grupy drugiej w odcinkach nr 2, 4 i 6. W siódmym odcinku podział na grupy jest znoszony i wszyscy gracze, którzy pozostali w grze, występują w tych samych odcinkach.
Po każdej kolejnej parze występów odbywa się głosowanie (w odcinkach z pięcioma uczestnikami dopiero po wszystkich występach). Zwycięzca pojedynku awansuje do kolejnego etapu gry, przegrany natomiast staje się zagrożony eliminacją (w odcinkach z pięcioma uczestnikami nie ma pojedynków, dwie osoby wchodzą do dogrywki po jednym głosowaniu). W odcinkach z sześcioma graczami głosowanie nad trzema uczestnikami, którzy przegrali pojedynki, odbywa się bez dodatkowych występów, w odcinkach z pięcioma lub czterema graczami natomiast głosowanie odbywa się dopiero po dodatkowych występach zagrożonej dwójki. Zawodnik z najmniejszą liczbą głosów od publiczności i „detektywów” odpada z gry i zdejmuje maskę.
W finale odbywają się dwa głosowania, a po każdym z nich odpada jeden uczestnik. W ten sposób wyłaniany jest zwycięzca programu.

## Ekipa
Prowadzącym program został aktor Michał Meyer, a tak zwanymi detektywami: dziennikarz i showman Kuba Wojewódzki, aktorki Julia Kamińska i Joanna Trzepiecińska oraz stand-uper Kacper Ruciński. Gościnnie za stołem „detektywów” zasiedli ponadto: prezenterzy telewizyjni Marcin Prokop (w 5. odcinku) i Hubert Urbański (w 6. odcinku) oraz piosenkarka Tatiana Okupnik (w 9. odcinku).
|                |                 |                      |                 |
| Michał Meyer   |                 |                      |                 |
|                |                 |                      |                 |
| Julia Kamińska | Kacper Ruciński | Joanna Trzepiecińska | Kuba Wojewódzki |

## Emisja programu
Pierwszy odcinek programu ukazał się w sobotę, 5 marca 2022 roku o godzinie 20.00 na antenie telewizji TVN i w serwisie wideo na życzenie Player. Kolejne odcinki na antenie TVN nadawano o tej samej porze, w serwisie Player udostępniano zaś w czasie zakończenia premierowej emisji telewizyjnej danego wydania.
W kwietniu 2022 dyrektor programowy TVN Edward Miszczak w komentarzu udzielonym portalowi Wirtualnemedia.pl wstępnie zapowiedział realizację drugiej edycji programu, której emisja miała odbyć się wiosną 2023, jednak w grudniu 2022 serwis Press.pl podał, że porzucono plany kontynuacji widowiska.

### Spis serii
| Edycja | Edycja | Odcinki   | Sezon telewizyjny | Data premiery | Data finału | Pora emisji  | Źródło              |
| ------ | ------ | --------- | ----------------- | ------------- | ----------- | ------------ | ------------------- |
|        | 1.     | 1–10 (10) | wiosna 2022       | 5 marca 2022  | 7 maja 2022 | sobota 20.00 | [ 1 ] [ 14 ] [ 15 ] |

## Uczestnicy i wyniki
Przebraniami, pod którymi ukrywali się uczestnicy programu, były: Bocian, Deszcz, Kogut, Kot, Monster, Ośmiornica, Prysznic, Róża, Słońce, Tort, Ważka, Wiedźma.
Wyniki gry i osoby skrywające się pod maskami przedstawia poniższa tabela.
| Miejsce    | Przebranie | Finalista             | Zajęcie                        | Źródło |
| ---------- | ---------- | --------------------- | ------------------------------ | ------ |
| 1.         | Deszcz     | Natasza Urbańska      | piosenkarka, tancerka, aktorka | [ 16 ] |
| 2.         | Bocian     | Anna Karwan           | piosenkarka                    | [ 16 ] |
| 3.         | Kogut      | Krzysztof Skórzyński  | dziennikarz                    | [ 16 ] |
| Eliminacja | Przebranie | Uczestnik             | Zajęcie                        | Źródło |
| odc. nr 9  | Słońce     | Beata Kozidrak        | piosenkarka                    | [ 17 ] |
| odc. nr 8  | Kot        | Marcin Miller         | piosenkarz                     | [ 18 ] |
| odc. nr 7  | Prysznic   | Daniel Kuczaj         | trener personalny              | [ 19 ] |
| odc. nr 6  | Ważka      | Barbara Kurdej-Szatan | aktorka                        | [ 20 ] |
| odc. nr 5  | Róża       | Dorota Gardias        | prezenterka, dziennikarka      | [ 21 ] |
| odc. nr 4  | Wiedźma    | Daria Ładocha         | blogerka kulinarna             | [ 22 ] |
| odc. nr 3  | Monster    | Grzegorz Skawiński    | piosenkarz                     | [ 23 ] |
| odc. nr 2  | Ośmiornica | Stefano Terrazzino    | tancerz                        | [ 24 ] |
| odc. nr 1  | Tort       | Mateusz Banasiuk      | aktor                          | [ 25 ] |

## Odbiór
Oglądalność
Widownia premiery telewizyjnej pierwszego odcinka programu wynosiła średnio 1,45 mln osób, co dało stacji 10,4% udziału w rynku (dla grupy komercyjnej 16–49: 14,3% udziału). Przynajmniej jedną minutę pierwszego wydania zobaczyło w telewizji 3,47 mln widzów (zasięg, RCH). Kolejne odcinki osiągały słabsze wyniki, a średnia widownia wszystkich dziesięciu (VOSDAL) wyniosła 1,16 mln.